# Lake Placid
Lake Placid es una pequeña villa ubicada en el condado de Essex, Nueva York, en los Estados Unidos. En el censo del año 2000, Lake Placid tenía un total de 2.638 habitantes. La villa se ubica en las cercanías del lago homónimo.

## Historia
Lake Placid comenzó a desarrollarse como localidad turística desde fines del siglo XIX. En este pueblo se han realizado los Juegos Olímpicos de invierno de 1932 y 1980, dándole relevancia mundial a este poblado.

## Geografía
La villa se ubica en la orilla meridional del lago de Lake Placid. Más cerca del pueblo se ubica otra pequeña laguna llamada Mirror Lake.
Las coordenadas de Lake Placid son 44°17′8″ N, 73°59′7″ O (44.285691, -73.985404).
Según la Oficina del Censo de los Estados Unidos, la villa tiene una superficie de 3,9 km², de los cuales un 9,87 % corresponde a aguas.

### Clima
| Parámetros climáticos promedio de Lake Placid, NY | Parámetros climáticos promedio de Lake Placid, NY | Parámetros climáticos promedio de Lake Placid, NY | Parámetros climáticos promedio de Lake Placid, NY | Parámetros climáticos promedio de Lake Placid, NY | Parámetros climáticos promedio de Lake Placid, NY | Parámetros climáticos promedio de Lake Placid, NY | Parámetros climáticos promedio de Lake Placid, NY | Parámetros climáticos promedio de Lake Placid, NY | Parámetros climáticos promedio de Lake Placid, NY | Parámetros climáticos promedio de Lake Placid, NY | Parámetros climáticos promedio de Lake Placid, NY | Parámetros climáticos promedio de Lake Placid, NY | Parámetros climáticos promedio de Lake Placid, NY |
| Mes                                               | Ene.                                              | Feb.                                              | Mar.                                              | Abr.                                              | May.                                              | Jun.                                              | Jul.                                              | Ago.                                              | Sep.                                              | Oct.                                              | Nov.                                              | Dic.                                              | Anual                                             |
| ------------------------------------------------- | ------------------------------------------------- | ------------------------------------------------- | ------------------------------------------------- | ------------------------------------------------- | ------------------------------------------------- | ------------------------------------------------- | ------------------------------------------------- | ------------------------------------------------- | ------------------------------------------------- | ------------------------------------------------- | ------------------------------------------------- | ------------------------------------------------- | ------------------------------------------------- |
| Temp. máx. abs. (°C)                              | 16.62                                             | 18.33                                             | 25.56                                             | 30.56                                             | 32.78                                             | 34.44                                             | 36.11                                             | 34.44                                             | 34.44                                             | 30.56                                             | 26.11                                             | 17.22                                             | 36.11                                             |
| Temp. máx. media (°C)                             | -4.06                                             | -0.17                                             | 4.61                                              | 12.06                                             | 18.83                                             | 23.39                                             | 25.39                                             | 24.5                                              | 20.39                                             | 13.5                                              | 6.44                                              | -0.06                                             | 12.28                                             |
| Temp. mín. media (°C)                             | -14.78                                            | -13.44                                            | -8.78                                             | -1.89                                             | 3.98                                              | 9.11                                              | 11.61                                             | 10.78                                             | 6.72                                              | 1                                                 | -4.06                                             | -11                                               | -0.83                                             |
| Temp. mín. abs. (°C)                              | -38.33                                            | -38.33                                            | -34.44                                            | -23.33                                            | -8.33                                             | -5.56                                             | -0.56                                             | -2.78                                             | -7.78                                             | -15                                               | -23.89                                            | -39.44                                            | -39.44                                            |
| Precipitación total (mm)                          | 63.75                                             | 54.86                                             | 68.32                                             | 70.86                                             | 88.64                                             | 113.53                                            | 110.74                                            | 105.41                                            | 99.56                                             | 101.6                                             | 86.36                                             | 78.48                                             | 1042.16                                           |
| Nevadas (cm)                                      | 53.6                                              | 47.5                                              | 48.5                                              | 19.3                                              | 1                                                 | 0                                                 | 0                                                 | 0                                                 | 0                                                 | 6.6                                               | 27.4                                              | 57.7                                              | 261.6                                             |
| Días de precipitaciones (≥ )                      | 17                                                | 13                                                | 13                                                | 13                                                | 15                                                | 15                                                | 13                                                | 13                                                | 12                                                | 14                                                | 15                                                | 18                                                | 170                                               |
| Días de nevadas (≥ )                              | 13                                                | 9                                                 | 8                                                 | 3                                                 | 0                                                 | 0                                                 | 0                                                 | 0                                                 | 0                                                 | 2                                                 | 6                                                 | 12                                                | 54                                                |
| Fuente: NOAA 9 de julio de 2012                   |                                                   |                                                   |                                                   |                                                   |                                                   |                                                   |                                                   |                                                   |                                                   |                                                   |                                                   |                                                   |                                                   |

## Demografía
Según el censo del año 2010, en esta localidad residen 2.521 personas, de las cuales 2501 tienen una única raza. En esta categoría, 2416 son blancos, 23 negros, 45 asiáticos, 8 indios o alasqueños, 2 hawaianos o isleños y 7 de otra raza. También se encuentran 20 habitantes de dos o más razas y 33 latinos.
De los 2521 habitantes, el 18,4% tienen menos de 18 años, el 9% tiene entre 18 y 24 años, el 26,7% entre 24 y 44 años, el 29,3% entre 45 y 64 años y el 16,5% más de 64 años. La edad media es de 41,5 años, y se encuentran 99,6 hombres cada 100 mujeres.
Respecto a las viviendas, existen 1872, de las cuales 1281 están ocupadas. De las 591 desocupadas, el 2,5% están únicamente en venta, el 26,4% disponibles para alquiler y el 64,1% se usan ocasionalmente.
De las 1281 ocupadas, un 43,1% están ocupadas por familias, de las cuales un 18,7% tienen niños menores de 18 años, un 30,8% no tienen hijos y un 8,8% es una familia que no cuenta con un hombre. Un 56,9% no está habitada por familias. Un 15,3% están habitadas por una persona mayor de 65 años y un 47,5% están habitadas por una única persona de cualquier edad.

## Honores
El asteroide (10379) Lake Placid fue nombrado así por esta ciudad.
| Predecesor: Sankt Moritz | Ciudad Olímpica 1932 | Sucesor: Garmisch-Partenkirchen |
| Predecesor: Innsbruck    | Ciudad Olímpica 1980 | Sucesor: Sarajevo               |